# Závod
Závod (németül: Sawed) község a Dél-Dunántúli régióban, Tolna vármegyében, a Bonyhádi járásban.

## Fekvése
Závod község a Dunántúli-dombságban, a Völgységben, Tolna vármegye déli részén fekszik. A megye székhelyétől, Szekszárdtól körülbelül 30 kilométerre, a legközelebbi várostól, Bonyhádtól körülbelül 20 kilométerre található. Szomszédos települések: Tevel, Mucsi, Kisvejke és Kisdorog.

### Megközelítése
A településen a Tevel és Kisvejke között húzódó, a 6535-ös (Bonyhád–Tevel/Murga) és 6538-as (Bonyhád-Majos–Kurd) utakat összekötő 6537-es út vezet keresztül. Ezen érhető el Bonyhád és a 6-os főút, Murga vagy Zomba és a 65-ös főút, illetve a Kapos völgyében futó utak felől is.
A közúti tömegközlekedést a Volánbusz autóbuszai biztosítják.
Vasútvonal nem vezet át a településen. A legközelebbi vasútállomás a körülbelül 15 kilométerre lévő Kurdon található (Kurd vasútállomás), a MÁV 40-es számú (Budapest–)Pusztaszabolcs–Pécs-vasútvonalán.

## Története
Ősi település, az első írásos feljegyzés 1231-ből maradt fenn. Wosinsky Mór, a község plébánosa és régész, a Szekszárdi Múzeum alapítója 1893-ban 104 sírból álló népvándorláskori sírmezőt tárt fel. A páratlan értékű leletek ma is a Magyar Nemzeti Múzeumban találhatók. A rómaiak által is lakott terület ma is szolgál leletekkel, Szekszárdon a múzeum őrzi őket. A török pusztítás után az első telepesek a rácok voltak, de a század legvégén visszahúzódtak a mai Szlavónia területére így a falu újra elnéptelenedett. Német telepesek 1718-ban érkeztek Závodra, ők voltak Tolna vármegye első Fulda környéki svábjai. Az itt talált romos templomokból rövid idő alatt megépítették a ma is láthatót, melyet 1768-ban már felszenteltek. Méreteiből kitűnik, hogy Závod ekkor már egyházi központ volt. A tisztán német ajkú település gyorsan, lendületesen fejlődött, lakói jól alkalmazkodtak az adottságokhoz. Virágzó szőlő- és gyümölcstermesztést, állattenyésztést teremtettek, amely jó módúvá, gazdaggá tette a falut. Súlyos időszak vette kezdetét a második világháború után, a sorozatos negatív hatások, hátrányos megkülönböztetések (világháborúk, kitelepítés, népcserék, körzetesítések stb.) a 80-as évek közepére teljesen tönkretették települést.
A régészeti leletek (amelyeket a Magyar Nemzeti Múzeumban, illetve a szekszárdi Wosinsky Mór Megyei Múzeumban őriznek) tanúsága szerint a település és környéke már a népvándorlás kora óta lakott. Avar leleteit Wosinsky Mór ásta ki és publikálta.
Az első írásos említése 1231-ből származik. A török megszállás idején elnéptelenedett a falu. 1718-ban a németországi Fulda környékéről érkező telepesek népesítették be újra. A második világháború után a német családok nagy részét kitelepítették, helyükre székelyek és a csehszlovák–magyar lakosságcsere keretében felvidéki magyarok érkeztek.

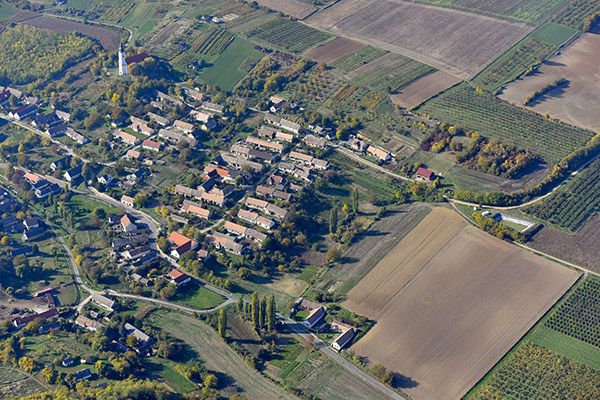
Závod község a levegőből
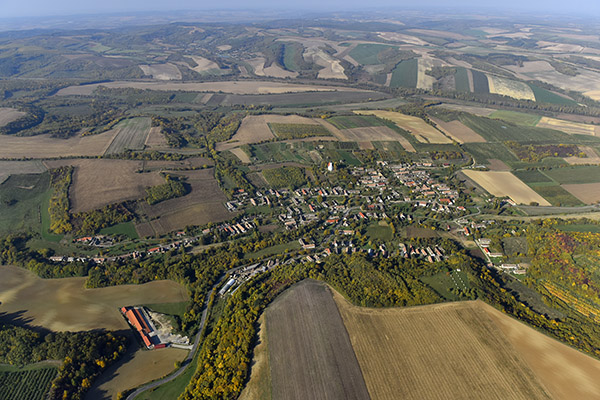
Závod látképe madártávlatból
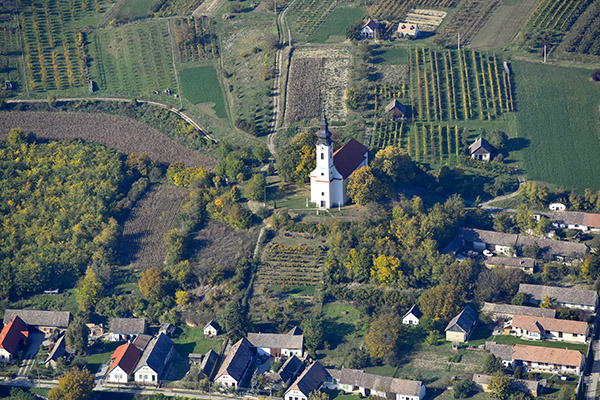
A závodi katolikus templom a levegőből
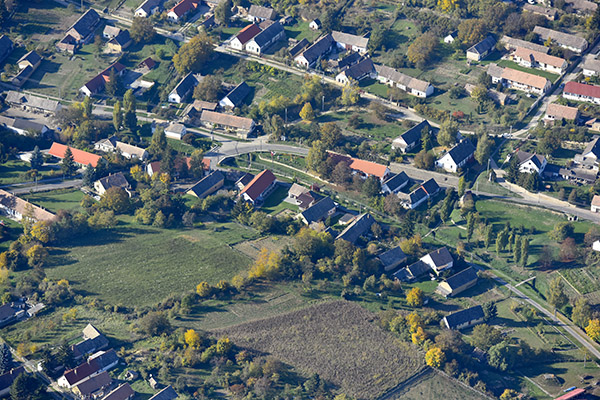
Závod, légi felvétel
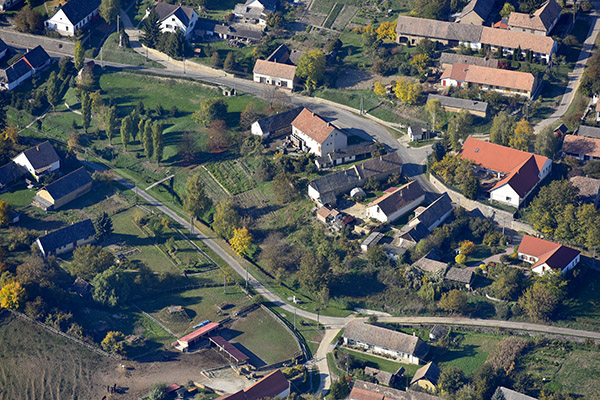
Závod, légi fotó

## Közélete

### Polgármesterei
- 1990–1994: Szász János (független)[4]
- 1994–1998: Szász János József (független)[5]
- 1998–2002: Szász János József (független)[6]
- 2002–2006: Szász János József (független)[7]
- 2006–2010: Szász János József (független)[8]
- 2010–2014: Szász János József (független)[9]
- 2014–2019: László Attila (független)[10]
- 2019–2024: László Attila (független)[1]
- 2024– : László Attila (független)[1]

## Népesség
Ma a község lélekszáma mindössze alig 250 fő, a lakosság körülbelül egyharmada nyugdíjas, kevés a gyermek és a fiatal családok száma csekély. Jelenleg székelyek, németek és felvidékiek lakják a települést békés egymás mellett élésben. A lakosság nagy többsége római katolikus vallású.
A település népességének változása:
- 1990 (népszámlálás): 364 fő
- 2001 (népszámlálás): 362 fő
- 2009: 306 fő

| Lakosok száma | 287  | 282  | 276  | 253  | 244  | 259  | 248  |
|               | 2013 | 2014 | 2015 | 2021 | 2022 | 2023 | 2024 |

2001-ben a lakosság szinte 100%-a magyarnak vallotta magát, ezen belül kb. 9,5% német nemzetiségűnek.
A 2011-es népszámlálás során a lakosok 94,8%-a magyarnak, 0,4% cigánynak, 19,8% németnek mondta magát (4,1% nem nyilatkozott; a kettős identitások miatt a végösszeg nagyobb lehet 100%-nál).
2022-ben a lakosság 84,4%-a vallotta magát magyarnak, 17,6% németnek, 1,2% cigánynak, 5,7% egyéb, nem hazai nemzetiségűnek (12,3% nem nyilatkozott; a kettős identitások miatt a végösszeg nagyobb lehet 100%-nál).

## Vallás

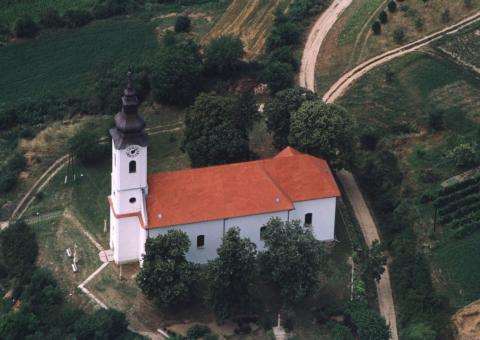
A római katolikus templom

A 2001-es népszámlálás adatai alapján a lakosság kb. 92%-a római katolikus, kb. 3,5%-a református és kb. 1,5%-a evangélikus vallású. Nem tartozik egyetlen egyházhoz vagy felekezethez sem, illetve nem válaszolt kb. 3%.
2011-ben a vallási megoszlás a következő volt: római katolikus 85,1%, református 3%, evangélikus 0,4%, felekezeten kívüli 3,7% (7,5% nem nyilatkozott).
2022-ben vallása szerint 54,5% volt római katolikus, 1,2% evangélikus, 0,8% református, 0,4% görög katolikus, 0,4% egyéb katolikus, 10,7% felekezeten kívüli (32% nem válaszolt).

### Római katolikus egyház
Závod vallási emlékekben is igen gazdag, a kis falut sok feszület, szobor, kápolna díszíti, a század viszontagságait szerencsésen átvészelte a kálvária, felújításon esett át templom. A szobrok állítása nem volt véletlen. A plébániatörténet leírása szerint a falu fogadott ünnepein (Nepomuki Szent János, Szent Flórián, Szeplőtelen Fogantatás, Páduai Szent Antal, valamint Szent Donát napján) körmenetben vonultak szobraikhoz. Az alkotásokon végigtekintve érezhető, mennyire fontos az itt élők számára a vallási élet.
A római katolikus vallású lakosság barokk temploma műemlék. A Fulda környékéről érkező német telepesek három középkori templom romjait találták meg. A lakosság gyarapodásával felvetődött egy új templom építésének gondolata. A kegyúri jogokat, akkor gyakorló Mercy d'Argentau felesége 1739-ben fogadalmat tett, amennyiben férje sértetlenül hazatér a gall háborúból, Závodon templomot és plébániaházat épít. A feleség a férj hazatérését követően hamarosan meghalt.
A gróf 1763-ban Závodra utazott és ott megpillantva feleségének címerpajzsát , azonnal elkezdte a helyet az építendő templom számára kiméretni.
Az új templomot 1764-ben elkezdték építeni. A kegyúri család minden anyagot biztosított, négy kőművest és négy ácsot fogadtak fel. A község az építkezést négy éven át fuvaros és gyalogrobottal segítette. A templom teljes elkészültét a kegyúr sem érhette meg, 1767. január 22-én meghalt.
A templomberendezés kiemelkedően szép és gazdag, előre egyeztetett időpontokban megtekinthető. Az épület külső felújításon esett át, remélhetőleg a belső felújítás sem várat sokat magára.
A templom elé – feltehetően a 18. században – két szobrot állítottak. Szent Vendel, a pásztorok és nyájaik védőszentjének szobrát német telepes öltözetben, és Szent Notburga szobrát, szintén korabeli falusi viseletben ábrázolták. Az előzőt Johannes Ponert és Valentin Pez állíttatták, majd 1925-ben restaurálták. Szent Notburga idővel tönkrement szobra helyére ugyanabban az évben pirogránitból készítettek egy újabbat a pécsi Zsolnay gyárban. Költségeit a helyi Link család vállalta.
A Pécsi egyházmegye (püspökség) Szekszárdi Esperesi Kerületébe tartozik, mint önálló plébánia. A plébániatemplom titulusa: Keresztelő Szent János. A templomban őrzik Szent Benedek vértanú csontjait, amelyek 1777-ben kerültek Závodra. Római katolikus anyakönyveit 1742-től vezetik. A plébániához tartozik fíliaként Kisvejke.

### Református egyház
A Dunamelléki Református Egyházkerület (püspökség) Tolnai Református Egyházmegyéjébe (esperesség) tartozik. Nem önálló egyházközség, csak szórvány.

### Evangélikus egyház
A Déli Evangélikus Egyházkerület (püspökség) Tolna-Baranyai Egyházmegyéjében lévő Majos-Mucsfai Társult Evangélikus Egyházközséghez tartozik, mint szórvány.

## Látnivalók

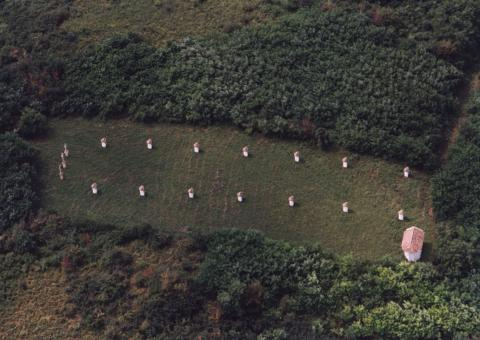
A Kálvária

A település építészeti értékeinek a megőrzéséért Závod 2004-ben Podmaniczky-díjat kapott, 2007-ben pedig elnyerte a Helyi Építészeti Örökség Nívódíjat
- Római katolikus, Keresztelő Szent János-templom
- 1764–1768 között épült, barokk stílusban. 1974–75-ben, majd 2002-ben renoválták
- A falu fölé magasodó dombon 1766 óta áll a nagyméretű, négy boltszakaszos barokk templom. A Keresztelő Szent János tiszteletére szentelt római katolikus templom berendezése szintén barokk stílusú.
- A falu templomát 1764-ben kezdték építeni, melyet 1768. június 6-án áldott meg Wittmann József pécsi kanonok. 1974–75-ben renoválták. Napjainkra újra felújításra szorult. Régi pompáját visszakapva 2002. június 23-án szentelte újra Mayer Mihály megyés püspök. A templom őrzi Szent Benedek római vértanú csontjait, melyek 1777-ben kerültek Závodra.
- Római katolikus plébániája 1761-ben épült, barokk stílusban
- Szent Vendel szobra a 18. században készült. 1925-ben restaurálták
- Szent Notburga szobra a 18. században készült. Az időközben tönkrement szobor helyére 1925-ben a pécsi Zsolnay porcelángyár készített újat
- Nepomuki Szent János szobra: A 18. században készült, barokk stílusban. 2006-ban restaurálták
- A helybeli patak mentén állították fel Nepomuki Szent János kvalitásos barokk, festett kőszobrát. Az emlék a szent kanonizálást (1729) követően minden bizonnyal még a 18. század első felében készülhetett, valószínűleg kegyúri szándékból. 2006-ban a települési Önkormányzat restauráltatta.
- Szent Flórián chronostikonnal feliratozott, színesre festett szobra 1783-ban készült; a település központjában az iskola előtt állította fel a község. Mivel egy teherautó feldöntötte, a restaurálást követően 1983-ban az út túloldalára áthelyezték. Rajta a felirat: „Szent Flóriánnak, a tűzvészektől oltalmazó patrónusnak kegyességüktől indíttatva állították, a helybeli lakosok 1783.”
- Szent Donát szobra a 18. század közepén készült, 1996-ban restaurálták[14]
- Páduai Szent Antal szobra barokk stílusban készült
- Az Antonius (ma Kossuth Lajos) utca végén egy lakóház elkerített telkén még eredeti formájában látható, hengeres homokkő oszlop fejezetén Páduai Szent Antal festett barokk szobra.
- Szeplőtelen fogantatás szobra a 18–19. század fordulóján készült
- Az egykori Vordegasse (ma Székely utca) egyik házának kertjében ugyancsak egy oszlopon áll a Szeplőtelen Fogantatás homokkőből faragott szobra, amely a Szeifert család költségén készült a 18–19. század fordulóján.
- Nagy-Magyarország-kőszobor
- Népi lakóházak
- Tájház A závodi svábok népviseletét, berendezési tárgyait és eszközeit mutatja be.
- Az egykori általános iskola ma több funkcióban működik. Itt kapott helyet a Hagyományok Háza, egy-egy székely és sváb emlékeket bemutató szobával. Az épület utcafronti homlokzatát Sapard támogatással sikerült megújítani 2005-ben, további rekonstrukciója kiadványunk kiadásakor folyik. A község tájházának egyik szobáját a helyi viselet szerint rendezték be, amit a Závodra látogatók szívesen megnéznek. A tájházban a závodi svábok népviselete, berendezési tárgyai és eszközei láthatóak. A gazdag gyűjteményben még az 1800-as évekből is vannak tárgyi eszközök.
- Bukovinából 1945-ben andrásfalvai és istensegítsi menekült székely családok találtak otthont Závodon. Az ő tárgyi hagyatékuk tekinthető meg ebben a szobában, amely ízelítőt ad a tisztaszoba és a konyha berendezéseiből is. A megőrzött gazdag emlékanyag legszebb tárgyai: a hozományul szolgáló vetett ágy, a sok szőtt és hímzett kézimunka egyedi és kézzel készített darabjai. A Tájház látogatható előzetes egyeztetés alapján.
- Löszpincék, présházak
- Kőkereszt (Székely u.)
- Balster-kereszt, a Karl család emeltette
- Gundrum-malom melletti kereszt, a Váradi család készíttette
- Kőtára a temetőben látható
- Szent Anna-kápolna
- Kálvária-kápolna
- A falu fölé magasodó Kálváriahegyen, 1737-ben Anton Jakab Vogl plébános idején állították a kálváriakápolnát és a 14 stációt.
- Szentháromság-kápolna (Kisvejkei út)
- Papdi kápolna, az egykori Papd falu helyén épült
- Több település által látogatott búcsújáróhely volt az egykori Papd falu helyén épített kis kápolna, a szomszédos települések közös miséket tartottak a helyszínen. Az erdei tisztáson álló kápolna ma is látogatható, kirándulások kedvelt célja. Ennek tematikai kánonja a Fulda és Rajna menti középkori kálváriákkal azonosnak mondható. A keresztcsoport a nádasdi Hernesz kőfaragó munkája. A závodi kálváriakápolna – a későbbi homlokzati átalakítások ellenére – alaprajzában , külső és belső térkiképzésében régiónkban egyedülállóan őrizte meg a szentföldi Szentsír-templom kápolnáinak hagyományát. A závodi kálváriakápolna nemcsak az egyházmegyében, hanem a Dél-Dunántúlon is egyedülálló kápolnatípus.

## Híres emberek
- Itt született 1854-ben Váradi Antal író, költő (†1923)
- Itt szolgált Fesztl Károly (1819–1893) katolikus pap, választott püspök.
- Itt szolgált Molnár József római katolikus plébános.
- Itt szolgált Wosinsky Mór (1854–1907) magyar apát-plébános, régész, az MTA levelező tagja.
- Itt is dolgozott Dunkel Lehelné Bottka Vilma (1923–2018) szövőasszony.

## Civil szervezetek
- Szövőszakkör
- Váradi Antal Értékmentő Egyesület. 2002 szeptemberében alakult, célja a falugondnoki szolgálat ellátása, a teleház működtetése, térfigyelő kamerarendszer kialakítása és felügyelete, a község kulturális és művelődési életének szervezése, könyvtárosi tevékenység, műemlékvédelem, épített értékek védelme, faluszépítés, parlagfűmentesítés, környezetvédelem, az egyesület eszközállományának bérbeadási lehetősége, a temető karbantartása, síremlékek védelme, a szabadidő hasznos eltöltésének szervezése, sporttevékenység, munkanélküliek, megváltozott munkaképességű személyek részére munkahelyteremtés segítése, megújuló energiaforrás kiépítésének segítése a lakosság minden szférájában, a település történelmi adatfeldolgozása, adatgyűjtés, ezzel kapcsolatos kiadványok, könyvek kiadása, emlékszoba kialakítása, egészségnevelés, szociális ellátás, családsegítés, időskorúak gondozása, hátrányos helyzetűek felzárkóztatása, hagyományok ápolása (néptánc, kézműves foglalkozások).
- Závodi Nyugdíjasok Érdekszövetsége
- Vöröskereszt Závodi Szervezete

## Rendezvények
- Závodi „Forgó” Fesztivál: szeptember. 2. hétvégéje
- Búcsú: június 24.

## Sport
A Závod Sportegyesület 1949-ben alakult. Színe: piros-fehér.
A labdarúgócsapat a Tolna vármegyei bajnokság III. osztályában szerepel.

## Závodról forgatták
- Podmaniczky-díj Závodnak az értékmentésért – Magyar Nemzet Online[halott link]
- Kiosztották a Helyi Építészeti Örökség 2007 Nívódíjakat – Építészfórum Archiválva 2012. október 9-i dátummal a Wayback Machine-ben
- Ráday városvédő műsora kétszázadszor – MTV Cikk
- Unokáink sem fogják látni… – 200. adás – MTV Cikk
- Unokáink sem fogják látni… – 200. adás – MTV videotár[halott link]